# 청도 대적사 극락전
청도 대적사 극락전(淸道 大寂寺 極樂殿)은 대한민국 경상북도 청도군 화양읍에 있는 조선시대의 건축물이다. 1985년 1월 8일 대한민국의 보물 제836호로 지정되었다.

## 개요
대적사는 조선 숙종 15년(1689) 성해대사가 건물을 세우고 불상을 모시면서부터 비로소 절의 모습을 갖추게 되었다고 한다. 조선 중기 이후에 다시 지은 것으로 보이는 극락전은 불교도의 이상향인 극락정토를 표현하고 있는 법당이다.
규모는 앞면 3칸·옆면 2칸이며 지붕은 옆면에서 볼 때 사람 인(人)자 모양을 한 맞배지붕이다. 지붕 처마를 받치기 위해 장식하여 짜은 구조를 기둥 위와 기둥 사이에 배치한 다포 양식으로 꾸몄다. 기단 앞부분에는 연꽃무늬와 거북 무늬를 조각하고 주변에 Ｈ자 모양의 선 조각을 하였다. 또 계단 양쪽 옆면에 용을 새겨 놓은 기단 부분의 조각들은 다른 건축에서는 쉽게 찾아 볼 수 없는 특징이 되고 있다. 건물안 천장은 우물 정(井)자 모양의 천장으로 꾸몄는데 천장은 앞뒤로 층지게 만들어 특이한 구성을 하고 있으며 불단 위로는 불상을 엄숙하게 장식한 간략한 닫집을 설치하였다.
안팎으로 여러 구성을 갖추고 있는 건물로 조선시대 건축사와 조각사 연구에 중요한 자료가 되고 있다.

## 현지 안내문
이 곳은 본래 신라시대에 큰절이 있던 자리였다. 오랫동안 인적이 끊어졌다가 조선시대에 들어와 이 자리에 초옥 3칸의 암살르 짓고 대적사라 하였다고 한다. 이후 대적사는 숙종 15년(1689) 성해대사가 삼존불을 모시면서 사찰의 면모를 갖추게 되었다.
극락전은 18세기 경에 건립된 정면 4칸, 측면 2칸의 다포계 공포를 갖춘 맞배지붕 건물이다. 기단부는 2단으로 조성되었는데 삼층기단의 전면에 연꽃무늬와 거북 무늬가 돋을새김 되어있다. 기단부 주변에는 Ｈ자형의 선각이 연속적으로 새겨져 있으며, 계단 우석의 측면에는 용비어천도가 새겨져 있다.

## 같이 보기
- 대적사

## 참고 자료
- 청도 대적사 극락전 - 국가유산청 국가유산포털